# 互营球菌属
互营球菌属為梭菌目毛螺菌科的一属严格厌氧的革兰氏阴性球菌。分离于干草饲养的牛的瘤胃中。此属的模式种为糖变互营球菌(Syntrophococcus sucromutans)。

## 下属物种
- 糖变互营球菌 Syntrophococcus sucromutans Krumholz and Bryant, 1986